# Harald Østberg Amundsen
Harald Østberg Amundsen  (* 18. September 1998) ist ein norwegischer Skilangläufer.

## Werdegang
Amundsen, der für den Asker Skiklubb startet, nahm bis 2018 an Juniorenwettbewerben teil. Bei den Nordischen Junioren-Skiweltmeisterschaften 2017 in Soldier Hollow holte er die Bronzemedaille im Skiathlon und die Goldmedaille mit der Staffel. Zudem wurde er dort Vierter über 10 km Freistil. Im Januar 2018 lief er bei den norwegischen Meisterschaften auf den dritten Platz mit der Staffel. Bei den Nordischen Junioren-Skiweltmeisterschaften im folgenden Monat in Goms gewann er mit der Staffel und im Skiathlon jeweils die Goldmedaille und errang im Lauf über 10 km klassisch den vierten Platz. In der Saison 2018/19 kam er im Scandinavian-Cup fünfmal unter den ersten Zehn, darunter Platz drei über 15 km Freistil in Östersund und erreichte damit den dritten Platz in der Gesamtwertung. Im Dezember 2018 startete er in Beitostølen erstmals im Skilanglauf-Weltcup und holte dabei mit dem 30. Platz über 30 km Freistil seinen ersten Weltcuppunkt. Auch in der folgenden Saison wurde er Dritter in der Gesamtwertung des Scandinavian-Cups. Bei den U23-Weltmeisterschaften 2020 in Oberwiesenthal holte er die Bronzemedaille im Sprint, die Silbermedaille über 15 km klassisch und jeweils die Goldmedaille mit der Staffel und im 30-km-Massenstartrennen. In der Saison 2020/21 erreichte er in Falun mit dem achten Platz über 15 km Freistil seine erste Top-Zehn-Platzierung im Weltcup und holte bei den Nordischen Skiweltmeisterschaften 2021 in Oberstdorf die Bronzemedaille über diese Distanz.
Nach Platz drei mit der Staffel in Lillehammer zu Beginn der Saison 2021/22, wurde Amundsen bei der Tour de Ski 2021/22 Neunter und siegte im Februar 2022 beim Scandinavian-Cup in Otepää über 15 km klassisch. Zum Saisonende errang er in Falun jeweils den dritten Platz über 15 km Freistil und im Mixed-Teamsprint und erreichte damit den achten Platz im Gesamtweltcup.

## Persönliches
Seine Zwillingsschwester Hedda ist ebenfalls Skilangläuferin.

## Erfolge

### Siege bei Weltcuprennen

#### Weltcupsiege im Einzel
| Nr. | Datum             | Ort         | Disziplin                      |
| --- | ----------------- | ----------- | ------------------------------ |
| 1.  | 27. Januar 2023   | Les Rousses | 10 km Freistil Individualstart |
| 2.  | 10. Dezember 2023 | Östersund   | 10 km Freistil Individualstart |
| 3.  | 7. Januar 2024    | Tour de Ski | Gesamtwertung                  |
| 4.  | 1. Dezember 2024  | Ruka        | 20 km Freistil Massenstart     |
| 5.  | 8. Dezember 2024  | Lillehammer | 20 km Skiathlon                |
| 6.  | 2. Februar 2025   | Cogne       | 10 km Freistil Individualstart |
| 7.  | 15. März 2025     | Oslo        | 10 km Freistil Individualstart |

#### Etappensiege bei Weltcuprennen
| Nr. | Datum             | Ort     | Disziplin                      | Rennen              |
| --- | ----------------- | ------- | ------------------------------ | ------------------- |
| 1.  | 1. Januar 2024    | Toblach | 20 km Verfolgung Freistil 1    | Tour de Ski 2023/24 |
| 2.  | 4. Januar 2024    | Davos   | 20 km Verfolgung klassisch 1   | Tour de Ski 2023/24 |
| 3.  | 31. Dezember 2024 | Toblach | 20 km Freistil Individualstart | Tour de Ski 2024/25 |
| 4.  | 1. Januar 2025    | Toblach | 15 km Verfolgung klassisch 1   | Tour de Ski 2024/25 |

### Siege bei Continental-Cup-Rennen
| Nr. | Datum            | Ort    | Disziplin                    | Serie            |
| --- | ---------------- | ------ | ---------------------------- | ---------------- |
| 1.  | 13. Februar 2022 | Otepää | 15 km klassisch              | Scandinavian-Cup |
| 2.  | 13. Januar 2023  | Falun  | 10 km Freistil               | Scandinavian-Cup |
| 3.  | 4. März 2023     | Madona | 10 km Freistil               | Scandinavian-Cup |
| 4.  | 5. März 2023     | Madona | 20 km klassisch Verfolgung 2 | Scandinavian-Cup |

### Teilnahmen an Weltmeisterschaften und Olympischen Winterspielen

#### Nordische Skiweltmeisterschaften
| Jahr und Ort    | Wettbewerb   | Wettbewerb | Wettbewerb | Wettbewerb | Wettbewerb | Wettbewerb |
| Jahr und Ort    | 10 / 15 km 3 | Skiathlon  | 50 km      | Sprint     | Staffel    | Teamsprint |
| --------------- | ------------ | ---------- | ---------- | ---------- | ---------- | ---------- |
| Oberstdorf 2021 | 3.           | –          | –          | –          | –          | –          |
| Planica 2023    | 2.           | –          | –          | –          | –          | –          |
| Trondheim 2025  | 3.           | 3.         | 3.         | –          | 1.         | –          |

## Platzierungen im Weltcup

### Weltcup-Statistik
Die Tabelle zeigt die erreichten Platzierungen im Einzelnen.
- 1.–3. Platz: Anzahl der Podiumsplatzierungen
- Top 10: Anzahl der Platzierungen unter den ersten zehn
- Punkteränge: Anzahl der Platzierungen innerhalb der Punkteränge
- Starts: Anzahl gelaufener Rennen in der jeweiligen Disziplin
- Hinweis: Bei den Distanzrennen erfolgt die Einordnung gemäß FIS.

| Platzierung               | Distanzrennen a | Distanzrennen a | Distanzrennen a | Distanzrennen a | Distanzrennen a | Skiathlon Verfolgung | Sprint | Etappen- rennen b | Gesamt | Team   | Team    |
| Platzierung               | ≤ 5 km          | ≤ 10 km         | ≤ 15 km         | ≤ 30 km         | > 30 km         | Skiathlon Verfolgung | Sprint | Etappen- rennen b | Gesamt | Sprint | Staffel |
| ------------------------- | --------------- | --------------- | --------------- | --------------- | --------------- | -------------------- | ------ | ----------------- | ------ | ------ | ------- |
| 1. Platz                  |                 | 4               |                 | 2               |                 | 4                    |        | 1                 | 11     |        |         |
| 2. Platz                  |                 | 3               | 1               |                 |                 |                      | 1      |                   | 5      |        |         |
| 3. Platz                  |                 | 3               | 1               | 2               |                 |                      | 2      |                   | 8      | 2      | 2       |
| Top 10                    |                 | 15              | 9               | 11              | 2               | 5                    | 12     | 2                 | 56     | 2      | 3       |
| Punkteränge               |                 | 18              | 11              | 14              | 3               | 7                    | 27     | 2                 | 82     | 2      | 3       |
| Starts                    |                 | 18              | 12              | 14              | 3               | 7                    | 27     | 2                 | 83     | 2      | 3       |
| Stand: Saisonende 2024/25 |                 |                 |                 |                 |                 |                      |        |                   |        |        |         |

### Weltcup-Gesamtplatzierungen
| Saison  | Gesamt | Gesamt | Distanz | Distanz | Sprint | Sprint |
| Saison  | Punkte | Platz  | Punkte  | Platz   | Punkte | Platz  |
| ------- | ------ | ------ | ------- | ------- | ------ | ------ |
| 2018/19 | 1      | 145.   | 1       | 100.    | -      | -      |
| 2019/20 | 8      | 128.   | 8       | 83.     | -      | -      |
| 2020/21 | 68     | 65.    | 68      | 41.     | -      | -      |
| 2021/22 | 493    | 8.     | 300     | 9.      | 77     | 29.    |
| 2022/23 | 865    | 16.    | 591     | 10.     | 274    | 27.    |
| 2023/24 | 2654   | 1.     | 1571    | 1.      | 783    | 5.     |
| 2024/25 | 1439   | 5.     | 1079    | 4.      | 360    | 15.    |